# Сеслерія карпатська
{{#ifeq:0|0|{{#if:Sesleria bielzii|{{#if:|[[]}}|[[]]}}}}
Сеслерія карпатська (Sesleria bielzii) (syn. Sesleria coerulans subsp. bielzii) — вид однодольних квіткових рослин з родини злакових (Poaceae).

## Опис
Багаторічник. Стебла прямовисні, 30–50 см завдовжки. Листкові піхви трубчасті на більшій частині своєї довжини, голий на поверхні. Язичок 0.2–0.4 мм завдовжки. Листові пластинки плоскі чи звивисті, 1.5–2.5 мм ушир, 2–3 см завдовжки на вершині стебла. Волоть довгаста чи яйцеподібна, 1.1–3 см завдовжки, 0.7–1 см ушир. Родючі колоски з 2–3 плодючих квіточок, довгасті, стиснуті з боків, 4–5 мм у довжину, при зрілості розчленовуються під кожною родючою квіточкою. Колоскові луски подібні, ланцето чи яйце-подібні, 1-кілеві, 1–3-жилкові, 1-остюкові (остюки 2–4 мм у довжину), верхівка загострена; нижня завдовжки 4–5 мм, 1 довжина верхньої; верхня завдовжки 4–5 мм. Плодюча лема яйцеподібна, 4–5 мм завдовжки, без кіля, 3–5-жилкова, поверхня запушена й волохата на спині, верхівка зубчаста, 5-остиста, остюк головної леми 2–3 мм, бічної — 0.5–1 мм. Палея 3–6 мм, 2-жилкова, поверхня запушена, остюк 0–0.5 мм завдовжки.

## Поширення
Поширення: Болгарія, Греція, Польща, Румунія, Україна, колишня Югославія.